# Sunrise: A Song of Two Humans
Sunrise: A Song of Two Humans (cunoscut și sub numele de Aurora/Sunrise) este un film mut american realizat în genul dramă romantică din 1927, regizat de regizorul german F. W. Murnau (aflat la debutul său în filmul american), avându-i în rolurile principale pe George O'Brien, Janet Gaynor și Margaret Livingston. Povestea a fost adaptată de Carl Mayer după nuvela „The Excursion to Tilsit”, din colecția cu același titlu de Hermann Sudermann.

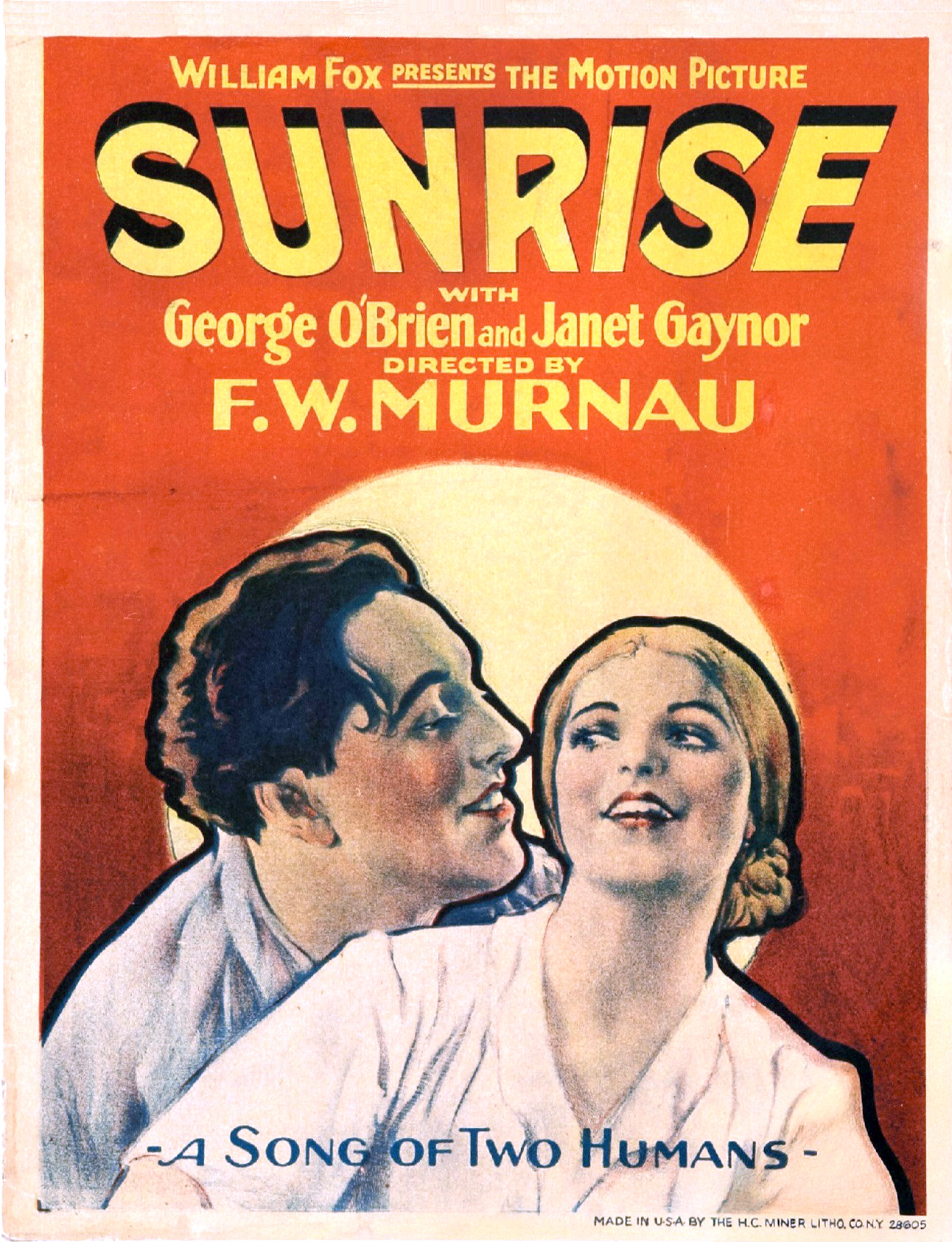

Murnau a ales să folosească noul sistem de sunet pentru film Fox Movietone, Sunrise devenind astfel unul dintre primele lungmetraje cu o partitură muzicală sincronizată și coloană sonoră cu efecte sonore. Filmul a încorporat compoziția lui Charles Gounod din 1872 Marșul funerar al unei marionete, care a fost folosit ulterior ca temă pentru serialul de televiziune Alfred Hitchcock prezintă... (1955–65). Un preludiu minor al lui Frédéric Chopin este, de asemenea, prezent în aranjamentul orchestral.
Sunrise a câștigat premiul Academiei pentru imagine unică și artistică la prima ediție a premiilor Oscar din 1929. Janet Gaynor a câștigat primul premiu Oscar pentru cea mai bună actriță în rol principal, pentru rolul din film (a câștigat și pentru performanțele sale din 1927 din 7th Heaven și din Street Angel). Moștenirea filmului a rezistat și acum este considerat pe scară largă o capodoperă și unul dintre cele mai mari filme realizate vreodată. Mulți l-au numit cel mai mare film perioada filmelor mute. În 1989, Sunrise a fost selectat pentru a fi păstrat în National Film Registry al Statelor Unite de către Biblioteca Congresului ca fiind „semnificativ din punct de vedere cultural, istoric sau estetic”. Arhiva de Film a Academiei a conservat Sunrise în 2004. Actualizarea din 2007 a listei American Film Institute a celor mai importante 100 de filme americane l-a inclus pe locul 82, iar în sondajul realizat în rândul criticilor britanici a British Film Institute a fost numit cel de-al cincilea cel mai bun film din istoria filmelor cinematografice, în timp ce regizorii l-au clasat pe locul 22.
Deși negativul original de 35 mm din versiunea americană originală a Sunrise a fost distrus în incendiul de la studiourile Fox din 1937, un nou negativ a fost creat dintr-un tipar supraviețuitor.

## Rezumat
O femeie care pleacă în vacanță, părăsind orașul (Margaret Livingston), rămâne săptămâni întregi într-un oraș aflat pe malul unui lac. După ce se întunecă, ea merge la o fermă unde Bărbatul (George O'Brien) și Soția sa (Janet Gaynor) locuiesc împreună cu copilul lor. Bărbatul este indecis, dar în cele din urmă pleacă, lăsându-și soția cu amintirile unor vremuri mai bune când erau îndrăgostiți profund.
Bărbatul și femeia se întâlnesc sub clar de lună și se săruta pasional. Ea vrea ca el să-și vândă ferma - care nu a prosperat în ultima perioadă - pentru a se alătura ei în oraș. Când ea îi sugerează ca el să rezolve problema cu soția sa înecând-o, el o strangulează violent, dar chiar și această acțiune duce la o îmbrățișare pasională. Femeia adună mănunchiuri de trestii, astfel încât atunci când barca este răsturnată, Bărbatul să poată rămâne la suprafață.
Soția nu bănuiește nimic atunci când soțul ei sugerează să meargă la o plimbare, dar atunci când pornesc pe lac, ea devine suspicioasă. El se pregătește să o arunce peste bord, dar când îl roagă să îi fie milă de ea, el își dă seama că nu poate să o omoare. El se îndreaptă rapid spre țărm, iar când barca ajunge pe uscat, Soția fuge.
Se urcă într-un tramvai și el o urmează, implorând-o să nu se teamă de el. Tramvaiul îi aduce în oraș. Teama și dezamăgirea ei sunt copleșitoare. El îi aduce flori și prăjituri și, în cele din urmă, ea se oprește din plâns și acceptă darurile. Ieșind din nou pe stradă, devin sentimentali văzând o mireasă intrând într-o biserică și o urmează pentru a urmări nunta. Bărbatul cedează și îi cere să-l ierte. După o împăcare lacrimogenă își continuă aventura în oraș, se fotografiază împreună și merg într-un parc de distracții. Odată cu căderea întunericului, se urcă în tramvai și pornesc spre casă.
În curând, sunt în derivă pe lac, sub lumina lunii. O furtună bruscă face ca barca lor să înceapă să se scufunde. Bărbatul își amintește de cele două mănunchiuri de stuf pe care le-a așezat mai devreme în barcă și leagă pachetele în jurul soției. Barca se răstoarnă, iar Bărbatul se trezește pe un mal stâncos. El îi adună pe oamenii din oraș pentru a o căuta pe soția lui în lac, dar tot ce găsesc este un mănunchi de stuf plutind în apă.
Convins că Soția lui s-a înecat, Bărbatul îndurerat merge poticnit spre casă. Femeia din oraș ajunge la casa lui, presupunând că planul lor a reușit. Bărbatul începe să o stranguleze. Apoi, menajera îl anunță că soția sa în viață, așa că o eliberează pe Femeie și fuge la soția sa, care a supraviețuit agățându-se de un ultim mănunchi de trestie.
Bărbatul îngenunchează lângă patul soției, în timp ce ea deschide încet ochii. Bărbatul și Soția se sărută, în timp ce trăsura Femeii din oraș se rostogolește spre lac, filmul dispare spre răsărit.

## Distribuție
- George O'Brien în rolul Bărbatului
- Janet Gaynor în rolul Soției
- Margaret Livingston în rolul Femeii din oraș
- Bodil Rosing în rolul Menajerei
- J. Farrell MacDonald în rolul Fotografului
- Ralph Sipperly în rolul Bărbierului
- Jane Winton în rolul Manichiuristei
- Arthur Housman în rolul Bărbatului deranjant
- Eddie Boland în rolul Bărbatului îndatoritor
- Sally Eilers în rolul Femeii din sala de dans
- Gino Corrado în rolul Directorului salonului de coafură
- Thomas Jefferson în rolul Bătrânului marinar
- Herman Bing în rolul Vatmanului
- Gibson Gowland în rolul Șoferului nervos